# Serie A 2010-2011 (rugby a 15 femminile)
La Serie A 2010-11 fu il 20º campionato di rugby a 15 femminile di prima divisione organizzato dalla Federazione Italiana Rugby e il 27º assoluto.
Si tenne dal 10 ottobre 2010 al 23 aprile 2011 tra 10 squadre, con un saldo negativo di una rispetto alle 11 della stagione precedente, frutto dell'abbandono del torneo da parte delle Lupe (Piacenza), Umbria Ragazze, Sesto (Sesto Fiorentino) e Valledora (Alpignano) parzialmente compensato dall'arrivo delle nuove formazioni femminili di Cogoleto, Colorno e Taurinia.
Le 10 formazioni furono ripartite in due gironi all'italiana di merito dei quali quello di rango più basso esprimeva una sola candidata al titolo mentre quello più alto ne esprimeva tre più una quarta con diritto di barrage.
Ad aggiudicarsi il titolo di campione d'Italia furono, per la sedicesima volta, le Red Panthers, la sezione femminile del Benetton, che nella gara di finale disputata a Mantova batterono il Riviera del Brenta campione uscente; si trattava della nona finale consecutiva tra le due formazioni venete e i precedenti otto incontri avevano visto quattro successi per parte.

## Formula
Le squadre furono ripartite in due gironi di merito da cinque squadre ciascuno.
Il campionato si divise in due fasi, una stagione regolare a gironi e una a eliminazione diretta o a play-off.
Nella stagione regolare, in ogni girone le squadre si incontrarono in partite d'andata e ritorno e la classifica risultante fu stilata secondo il criterio dell'Emisfero Sud (4 punti a vittoria, 2 punti per il pareggio, 0 punti per la sconfitta, eventuale punto di bonus per ogni squadra autrice di 4 o più mete in un singolo incontro, ulteriore eventuale punto di bonus alla squadra sconfitta con 7 o meno punti di scarto).
Nella fase a play-off le prime tre classificate del girone 1 accedettero direttamente alle semifinali mentre la quarta del girone 1 dovette spareggiare in una gara di barrage in casa propria contro la vincente del girone 2, la quale passava anche al girone 1 della stagione successiva.
Lo schema delle semifinali prevedeva che la seconda incontrasse la terza del girone 1, mentre la prima del girone 1 incontrasse la vincente del barrage; alla squadra meglio classificata nella stagione regolare spettava il ritorno in casa.
Le vincitrici delle semifinali dovettero affrontarsi il 23 aprile 2011 in gara unica in campo neutro da stabilirsi a tempo debito; la Federazione designò lo stadio comunale del rugby a Migliaretto di Mantova.

## Squadre partecipanti

### Girone 1
- Monza
- Pesaro
- Red Panthers (Treviso)
- Riviera del Brenta (Mira)
- Valsugana (Padova)

### Girone 2
- Benevento
- Cogoleto
- Colorno
- Red & Blu (Roma)
- Taurinia (Torino)

## Stagione regolare

### Girone 1
| 10-10-2010 | 1ª/6ª giornata       | 28-11-2010 |
| ---------- | -------------------- | ---------- |
| 32-0       | Red Panthers — Monza | 5-3        |
| 0-30       | Valsugana — Riviera  | 0-23       |
| Rip.       | Pesaro               |            |
|            |                      |            |
| 14-11-2010 | 4ª/9ª giornata       | 23-1-2011  |
| 23-24      | Riviera — Monza      | 40-3       |
| 13-10      | Valsugana — Pesaro   | 0-0        |
| Rip.       | Red Panthers         |            |

| 17-10-2010 | 2ª/7ª giornata         | 12-12-2010 |
| ---------- | ---------------------- | ---------- |
| 58-0       | Monza — Pesaro         | 67-0       |
| 0-5        | Riviera — Red Panthers | 3-27       |
| Rip.       | Valsugana              |            |
|            |                        |            |
| 21-11-2010 | 5ª/10ª giornata        | 27-3-2011  |
| 27-0       | Monza — Valsugana      | 0-49       |
| 0-54       | Pesaro — Red Panthers  | 0-60       |
| Rip.       | Riviera                |            |

| 24-10-2010 | 3ª/8ª giornata           | 16-1-2011 |
| ---------- | ------------------------ | --------- |
| 7-50       | Mustang Pesaro — Riviera | 0-74      |
| 58-5       | Red Panthers — Valsugana | 26-5      |
| Rip.       | Monza                    |           |

#### Classifica girone 1
|  |    | Squadra            | G | V | N | P | PF  | PS  | P±   | B | Pen | Pt |
|  | -- | ------------------ | - | - | - | - | --- | --- | ---- | - | --- | -- |
|  | 1. | Red Panthers       | 8 | 8 | 0 | 0 | 267 | 16  | 251  | 6 | 0   | 38 |
|  | 2. | Monza              | 8 | 5 | 0 | 3 | 231 | 100 | 131  | 5 | 0   | 25 |
|  | 3. | Riviera del Brenta | 8 | 5 | 0 | 3 | 243 | 66  | 177  | 3 | 4   | 19 |
|  | 4. | Valsugana          | 8 | 1 | 1 | 6 | 23  | 223 | −200 | 0 | 0   | 6  |
|  | 5. | Pesaro             | 8 | 0 | 1 | 7 | 17  | 376 | −359 | 1 | 0   | 3  |

### Girone 2
| 10-10-2010 | 1ª/6ª giornata       | 28-11-2010 |
| ---------- | -------------------- | ---------- |
| 0-84       | Cogoleto — Benevento | 0-20       |
| 41-8       | Colorno — Taurinia   | 22-0       |
| Rip.       | Red & Blu            |            |
|            |                      |            |
| 14-11-2010 | 4ª/9ª giornata       | 23-1-2011  |
| 3-32       | Colorno — Red & Blu  | 5-53       |
| 0-43       | Taurinia — Benevento | 0-20       |
| Rip.       | Cogoleto             |            |

| 17-10-2010 | 2ª/7ª giornata        | 12-12-2010 |
| ---------- | --------------------- | ---------- |
| 0-55       | Benevento — Red & Blu | 0-60       |
| 35-10      | Taurinia — Cogoleto   | 31-0       |
| Rip.       | Colorno               |            |
|            |                       |            |
| 21-11-2010 | 5ª/10ª giornata       | 27-3-2011  |
| 17-26      | Benevento — Colorno   | 5-44       |
| 127-0      | Red & Blu — Cogoleto  | 62-0       |
| Rip.       | Taurinia              |            |

| 24-10-2010 | 3ª/8ª giornata       | 16-1-2011 |
| ---------- | -------------------- | --------- |
| 5-58       | Cogoleto — Colorno   | 0-94      |
| 82-0       | Red & Blu — Taurinia | 84-0      |
| Rip.       | Benevento            |           |

#### Classifica girone 2
|  |    | Squadra   | G | V | N | P | PF  | PS  | P±   | B | Pen | Pt |
|  | -- | --------- | - | - | - | - | --- | --- | ---- | - | --- | -- |
|  | 1. | Red & Blu | 8 | 8 | 0 | 0 | 555 | 8   | 547  | 8 | 0   | 40 |
|  | 2. | Colorno   | 8 | 6 | 0 | 2 | 293 | 120 | 173  | 6 | 0   | 30 |
|  | 3. | Benevento | 8 | 4 | 0 | 4 | 189 | 185 | 4    | 4 | 0   | 20 |
|  | 4. | Taurinia  | 8 | 2 | 0 | 6 | 74  | 302 | −228 | 2 | 8   | 2  |
|  | 5. | Cogoleto  | 8 | 0 | 0 | 8 | 15  | 511 | −496 | 0 | 4   | −4 |

## Fase aplay-off
|  | Barrage | Barrage   | Barrage |  |  | Semifinali | Semifinali         | Semifinali         | Semifinali         |    |  | Finale       | Finale       | Finale |  |
|  |         |           |         |  |  |            |                    |                    |                    |    |  |              |              |        |  |
|  | 4A1     | Valsugana | 12      |  |  |            |                    |                    |                    |    |  |              |              |        |  |
|  | 1A2     | Red & Blu | 18      |  |  |            | Red & Blu          | 14                 | 15                 |    |  |              |              |        |  |
|  |         |           |         |  |  | 1A1        | Red Panthers       | 46                 | 49                 |    |  |              |              |        |  |
|  |         |           |         |  |  |            |                    |                    |                    |    |  | Red Panthers | Red Panthers | 31     |  |
|  |         |           |         |  |  |            |                    | Riviera del Brenta | Riviera del Brenta | 13 |  |              |              |        |  |
|  |         |           |         |  |  | 3A1        | Riviera del Brenta | 34                 | 31                 |    |  |              |              |        |  |
|  |         |           |         |  |  | 2A1        | Monza              | 0                  | 12                 |    |  |              |              |        |  |

### Barrage
| Arbitro: | Toselli (Bologna) |

|                      |      |                           |
| Folli 53’ Stefan 64’ | mt   | 6’ Campanella 33’ Bettoni |
| Folli 53’            | tr   | 6’ Pennetta               |
|                      | c.p. | 21’ Pennetta 58’ Mondella |

### Semifinali
| Arbitro: | Muscio (Prato) |

|                                  |    |                                                                                |
| E. Cucchiella 16’ Campanella 29’ | mt | 3’ Tondinelli 18’, 79’ Costa 43’, 48’, 55’ Renosto 71’ Agnoletti 75’ L. Stefan |
| Mondella 16’, 29’                | tr | 3’, 18’, 43’ Tondinelli                                                        |

| Arbitro: | Pacciani (Prato) |

|                                                                                       |    |  |
| Veronica Schiavon 2’ M.C. Nespoli 15’ Valentina Schiavon 23’ Vaghi 40’ Cifra 45’, 49’ | mt |  |
| Veronica Schiavon 2’, 40’                                                             | tr |  |

| Arbitro: | Monia Salvini (Firenze) |

|                                                                         |    |                                                |
| Furlan 6’ Este 15’, 19’ L. Stefan 23’ Severin 35’ Renosto 54’ Costa 67’ | mt | 40+2’ E. Cucchiella 49’ Grasso 80’ Giannangeli |
| Tondinelli 6’, 15’, 19’, 23’, 35’ Costa 54’, 67’                        | tr |                                                |

| Arbitro: | Barbara Guastini (Prato) |

|                             |    |                                                            |
| Chindamo 18’ Bettolatti 70’ | mt | 10’ M.C. Nespoli 27’ Cifra 36’ Pizzati 50’ Vaghi 58’ Molic |
| Virgili 70’                 | tr | 10’, 50’, 58’ Veronica Schiavon                            |

### Finale
| Arbitro: | Matteo Liperini (Livorno) |

| |              | |
| 13’, 80’ Renosto 37’, 57’, 78’ Este | mt           | 15’ Valentina Schiavon |
| 13’, 57’, 80’ Tondinelli | tr           | 15’ Veronica Schiavon |
| | c.p.         | 28’, 40’ Veronica Schiavon |
| · De Nicolao · Renosto · Furlan · Busato · Agnoletti · Tondinelli · Costa · L. Stefan · Menuzzo · Este · Severin · F. Gallina · Zanon · 11’ Tosello · I. Innocente | Formazioni   | Ruzza Cifra Pizzati Vaghi Carlet Veronica Schiavon Valentina Schiavon Trevisan Molic M.C. Nespoli Pantarotto Gai Danieli Vigato A. Nespoli |
| · 11’ Bado | Sostituzioni | |
| Antonella Rossetti | Allenatori   | Faggin |

## Verdetti
- Red Panthers: campione d'Italia
- Pesaro: retrocessa al girone 2
- Red & Blu: promossa al girone 1